# Kunsthaus Bregenz

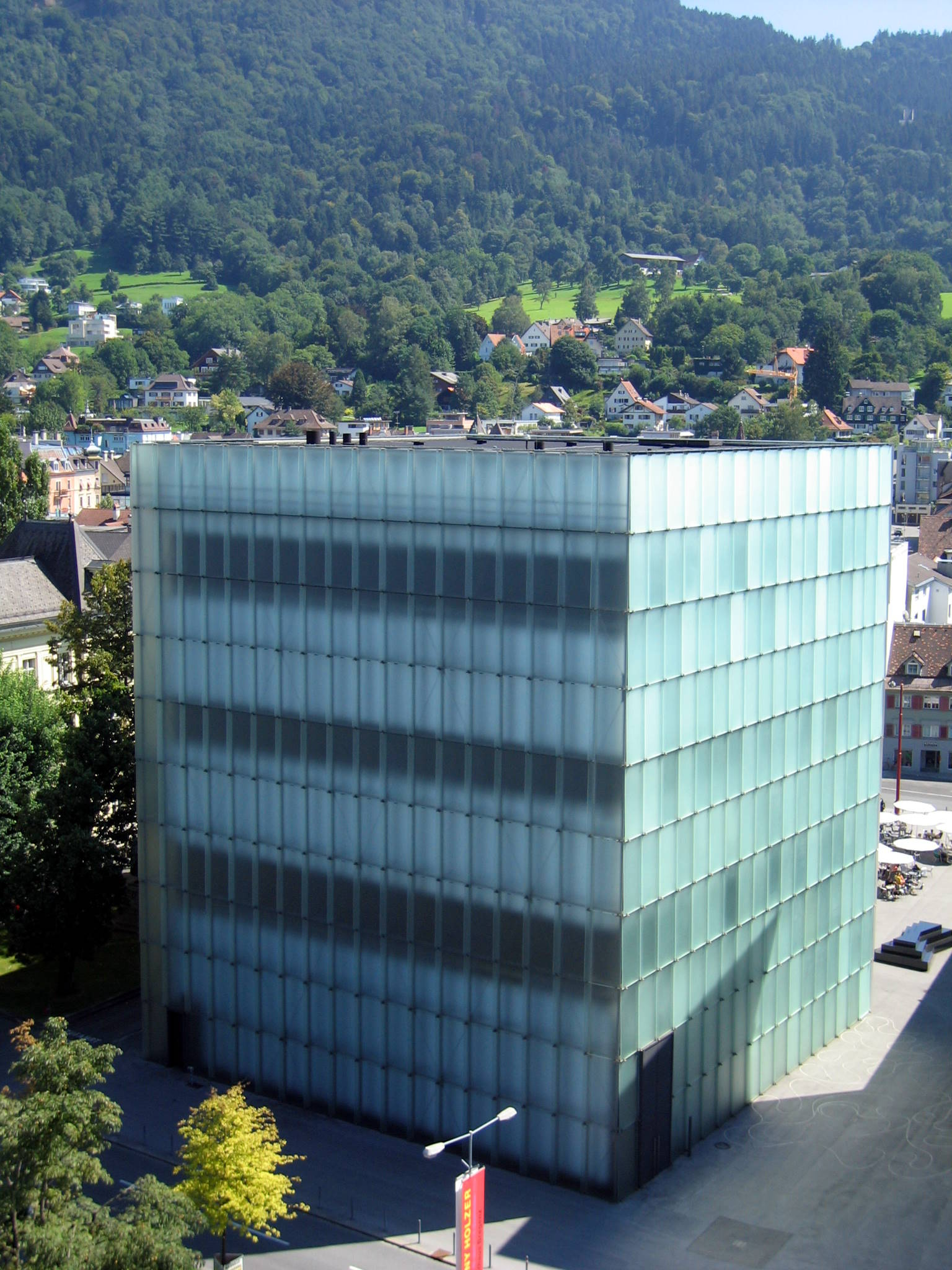
Kunsthaus Bregenz.

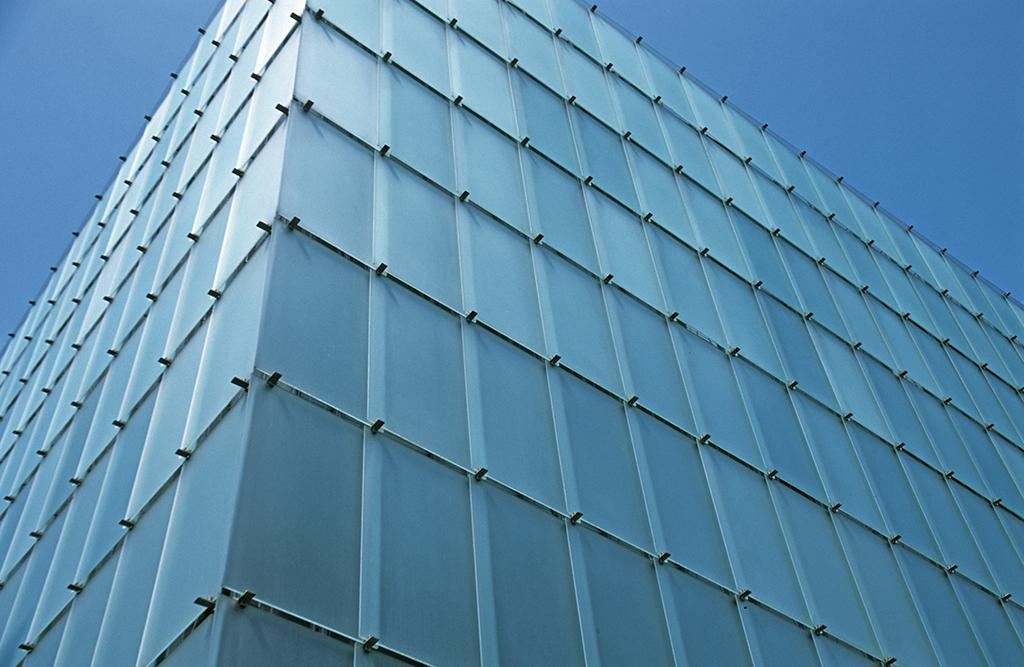
Detajbild på byggnadens fasad.

Kunsthaus Bregenz är en konsthall i  Bregenz i Österrike. Dess ägaren är förbundslandet Vorarlberg. 
Kunsthaus Bregenz är inriktat på utställningar av samtidskonst. Förutom att anordna utställningar driver Kunsthaus Bregenz utbildnings- och publiceringsverksamhet.
Byggnaden ritades av  Peter Zumthor och uppfördes 1990–97. Fasaden består av 712 jämnstora, etsade glaspaneler. Peter Zumthor fick 1998 Europeiska unionens pris för samtidsarkitektur för Kunsthaus Bregenz.